# Love, Guaranteed
Love, Guaranteed es una película de comedia romántica estadounidense de 2020 dirigida por Mark Steven Johnson y escrita por Elizabeth Hackett y Hilary Galanoy, protagonizada por Rachael Leigh Cook y Damon Wayans Jr. Fue estrenada por Netflix el 3 de septiembre de 2020.

## Argumento
En Seattle, Susan es una abogada en su mayoría pro bono de Whitaker Associates que se infiltra para investigar el sitio web de citas en línea Love, Guaranteed. Su cliente Nick ha tenido 986 citas a través de ellas sin suerte para encontrar el amor. Las tres citas que ella intenta salen definitivamente mal, por lo que le da seguimiento en secreto a su cita número 1000 para asegurarse de que esté aún en alza.
Susan y Nick asisten a una reunión con la fundadora Tamara Taylor y sus abogados, quienes ofrecen cien mil dólares para llegar a un acuerdo extrajudicial que rechazan en lugar de una cita en la corte seis semanas después. En preparación para su comparecencia ante el tribunal, Susan y Nick se reúnen para discutir su caso, y comienzan a mostrar un interés mutuo. Uno de los otros abogados, después de ver algunas fotos de ellos tomadas por un investigador privado, llama a Susan para informarle que una relación en desarrollo con Nick podría considerarse anular su argumento, ya que su reunión se debió al «amor garantizado» («Love, Guaranteed»).
Entonces, Susan elige pasar las últimas dos semanas antes de la cita en la corte evitándolo, para tratar de apagar sus sentimientos. Llega el día y ella parece estar ganando el caso, logrando hábilmente interrogar al principal testigo de la defensa, la ex prometida y supermodelo de Nick, Arianna, ante la defensa. Sin embargo, en el receso de 5 minutos, Nick va tras Arianna para agradecerle y ella le hace darse cuenta de que ama a Susan.
Nick regresa a la sala del tribunal y retira su demanda alegando que se ha enamorado de su abogada, quien admite que ella también lo ama. Luego se besan apasionadamente y oficializan su relación. Al final, Tamara Taylor se ofrece a darles el dinero que Nick pide para abrir una clínica de fisioterapia gratuita a cambio de que Susan y Nick sean la imagen de Love, Guaranteed.

## Reparto
- Rachael Leigh Cook como Susan Whitaker, una abogada ajetreada.
- Damon Wayans Jr. como Nick Evans, el cliente de Susan.
- Caitlin Howden como Melanie, la hermana de Susan.
- Jed Rees como Bill Jones.
- Lisa Durupt como Denise, asistente legal de Susan.
- Sean Amsing como Roberto, el otro asistente legal de Susan.
- Brendan Taylor como Gideon, esposo de Melanie y cuñado de Susan.
- Alvin Sanders como Jerome.
- Kandyse McClure como Arianna, la ex prometida de Nick.
- Heather Graham como Tamara Taylor, directora ejecutiva de un sitio de citas conocido como Love, Guaranteed.
- Quynh Mi como Rita Wu.
- Kallie Hu como Micah.
- Milo Shandel como Dr. Rossmore.
- Sebastian Billingsley-Rodríguez como Oliver.
- Jason Burkart como Sparklett Guy.
- Claire Hesselgrave como Pam.

## Producción
La película, ambientada en Seattle, se rodó en Vancouver, Columbia Británica, Canadá. Las ubicaciones utilizadas incluyen el vecindario de Gastown, la Galería de Arte de Vancouver y Stanley Park.
Leigh Cook produjo y protagonizó la película. La idea surgió de la demanda de la vida real presentada contra Molson Coors, quien afirmó en su publicidad que su cerveza se elaboraba con «agua pura de manantial de las Montañas Rocosas». La demanda presentada por el personaje de Rachel Leigh Cook y su cliente en la película gira en torno a las promesas poco realistas hechas por un servicio de citas en línea.

## Recepción
En Rotten Tomatoes, la cinta tiene un índice de aprobación crítico del 56% según las reseñas de 25 críticos, con una calificación promedio de 5/10 La audiencia, por su parte, le asignó un 34%. En Metacritic, la película tiene una puntuación media ponderada de 39 sobre 100, basada en 6 críticos, lo que indica "críticas generalmente desfavorables".
Lisa Kennedy, de Variety escribió: «Si la simpatía es un rasgo que valoras, Love, Guaranteed brinda el placer poco exigente de ver a dos personas fundamentalmente decentes caer en el cariño y luego en el amor».